# تلویزیون کوثر
تلویزیون کوثر یکی از تلویزیون‌های افغانستان است که از شهر کابل پخش می‌شود.
این تلویزیون شبکه‌ای مذهبی است که غلام‌حسین خرد مدیر مسئول آن است. این تلویزیون پس از نزدیک به سه سال از زمانی که برخی روحانیون اهل تشیع افغانستان خبر از تأسیس آن می‌دادند بالاخره در بهار سال ۱۳۸۸ به پخش برنامه‌های آزمایشی خود پرداخت. این شبکه هم‌اکنون فقط در شهر کابل پخش می‌شود.

## برنامه‌ها
برنامه‌های این شبکه بیشتر دینی و مذهبی است و از نشر آهنگ‌ها و پدیده‌هایی که با قوانین دین اسلام‌ مغایرت دارد، خودداری می‌کند.